# 麒麟街道 (南京市)
麒麟街道是中国江苏省南京市江宁区下辖的一个街道办事处，成立于2010年6月12日，原为麒麟镇。宋朝时为一集市“麒麟市”，因附近有刘裕初宁陵石麟麟而得名；明朝时这里有麒麟门，是南京城18个外城门之一，后逐渐发展为镇。麒麟街道位于江宁区北端、南京市东郊，距江宁区政府所在地18公里、南京城东大门中山门9公里，西南与栖霞区马群街道、玄武区孝陵卫街道相邻，北与仙西大学城交界，东南与江宁区汤山街道、东山街道毗邻。街道面积62平方公里，辖6个社区、2个行政村，2010年常住人口4.14万人。

## 行政区划
麒麟街道下辖6个社区：
- 麒麟门社区
- 麒麟铺社区
- 晨光社区
- 锁石社区
- 建南社区
- 泉水社区

2个行政村
- 东流村
- 袁家边村